# گئورگه راشینارو
گئورگه راشینارو (رومانیایی: Gheorghe Rășinaru; ۱۰ فوریهٔ ۱۹۱۵ – ۱۹۹۴) بازیکن فوتبال اهل رومانی بود.
از باشگاه‌هایی که در آن بازی کرده‌است می‌توان به باشگاه فوتبال راپید بخارست و باشگاه فوتبال سی‌اف‌آر کلوژ اشاره کرد.
وی همچنین در تیم ملی فوتبال رومانی بازی کرده‌است.